# Reman (rappeur)
Reman, de son vrai nom Ousmane Sore, est artiste rappeur et auteur-compositeur burkinabè.

## Biographie

### Enfance , étude et début
Reman, de son vrai nom Ousmane Sore, Reman est né le 14 octobre 1998 à Bama  au Burkina Faso. Il a grandi dans le quartier Pissy. Apres avoir rencontre Floby celui ci décida de l'amener a Ouagadougou ou sort son tous premier single Dounia en 2015.  C est en 2019 qu'il fit son apparition au grand public avec le single à succès intitulé "Dopé". il évolue dans le style Afrobeat. 

## Discographie

### Album
- 2022: Yolchiido[2],[3]
- 2024: Najah[4],[5].

### Single
- 2015: Dounia
- 2019: Dope

## Note et référence
1. ↑  Parfait Fabrice SAWADOGO, « Discographie : « Yolchiido », le tout premier album de REMAN présenté à la presse », sur Infos Culture du Faso, 1er mars 2022 (consulté le 14 avril 2024)
2. ↑  « Burkina/Musique : "YOLCHIIDO", le premier album de REMAN », sur CITE ELEGANCE, 28 février 2022 (consulté le 14 avril 2024)
3. ↑  Afriyelba, « REMAN prône l’entraide à travers son premier album ‘’Yolchiido’’. », sur Afriyelba, 2 mars 2022 (consulté le 14 avril 2024)
4. ↑  Afriyelba, « «Najah» : le second album de Reman officiellement dévoilé », sur Afriyelba, 29 février 2024 (consulté le 14 avril 2024)
5. ↑  « Burkina-Showbiz : L'artiste Reman dédicace son deuxième album intitulé "Najah" - NetAfrique.net % », sur netafrique.net (consulté le 14 avril 2024)